# 후진편모충류
후진편모충류(後進鞭毛蟲類) 또는 유판편모충목(有判鞭毛蟲目, retortamonadida), 레토르타모나스류(retortamonads)는 작은 편모충류 분류군의 일종이다. 거의 대부분 동물의 내장에서 발견되지만, 일부는 자유 생활을 하는 편모충이다. 크기는 보통 5-20μm이다. 2개 편모를 가지는 후진편모충속(Retortamonas)과 4개 편모를 가지는 메닐편모충속(Chilomastix)의 2개 속으로 이루어져 있다.

## 하위 속
- 메닐편모충속 (Chilomastix) - 토끼편모충(C. cuniculi)과 메닐편모충(C. mesnili) 포함
- 후진편모충속 또는 레토르타모나스속 (Retortamonas)